# Straight (film)
Pour les articles homonymes, voir Straight.
Pour plus de détails, voir Fiche technique et Distribution.
Straight est un film allemand réalisé par Nicolas Flessa.

## Synopsis
Nazim, un jeune et beau Turc, vit à Neukölln, le quartier le plus multiculturel et le plus cool de Berlin. Il fait tout pour cacher son homosexualité (straight signifie familièrement hétérosexuel en anglais). Sa rencontre avec David, lors d’une de ses dragues nocturnes, va mettre à mal cette façade. Nazim n’est pas le seul habitant de Neukölln à devoir se débattre avec ses contradictions : c’est aussi le cas de David et de Jana, la petite amie d’origine polonaise de ce dernier.

## Fiche technique
- Titre : Straight
- Réalisation : Nicolas Flessa
- Scénario : Nicolas Flessa
- Production : Alexander Salokin
- Musique : Boris Bojadzhiev
- Photo : Giuseppe Vaccaro
- Montage : Nicolas Flessa
- Décors : Petra Seebauer
- Costume : Petra Seebauer
- Pays d’origine :  Allemagne
- Format : Couleurs CinemaScope - 2,35:1 et 1,85:1 - son Dolby digital - DigiBeta Betacam
- Genre : Drame
- Durée : 60 minutes

## Distribution
- Eralp Uzun : Nazim
- Beba Ebner : Jana
- Florian Sonnefeld : David
- Oktay Özdemir : Akin
- Annabelle Dorn : Julia
- Soner Ulutas : Firat
- Hakan Can : Orhan
- Özgür Ozata : Hakan

### Réponse de la critique
- "Especially worth seeing..." (Zitty Berlin)

- "Réalisateur Nicolas Flessa est convaincant avec un talent aigu de l'observation et l'atmosphère authentique ..." (Verzaubert)

- "Uzun's breakthrough role." (Most Beautiful Man)

- "Full of verve and totally juiced, ... this edgy German drama literally pulses with sexual energy." (Scott Cranin)

## Festivals
- Verzaubert Film Festival (Munich/Berlin/Francfort/Berlin, Allemagne)
- Pink Apple Festival (Zurich, Suisse)
- New York LGBT Film Festivals (New York City, USA)
- Philadelphia International Gay & Lesbian Film Festival (Philadelphia, USA)
- Perlen Filmfestival (Hannover, Allemagne)
- Reeling Festival (Chicago, USA)
- Outview Festival (Athènes, Grèce)
- Chéries-Chéris Festival (Paris, France)
- Festival Gay & Lesbian de Belgique (Bruxelles, Belgique)

## Musique
En plus de la musique de Boris Bojadhziev, le groupe berlinois Kitty Solaris a écrit quelque chansons pour le film :
- Songs In The Radio (de l'album Smells Like Summer, 2004)
- Changing Cards (de l'album Future Air Hostess, 2007)
- Permanent Vacation (de l'album Different People Recording, 2003)